# Mecklenburgs voetbalkampioenschap 1906/07
In 1906/07 werd het derde Mecklenburgs voetbalkampioenschap gespeeld, dat georganiseerd werd door de Mecklenburgse voetbalbond. Beide groepswinnaars bekampten elkaar voor de titel. De uitslag is niet meer bekend, wel dat Schweriner FC 03 won. Hierdoor plaatste de club zich voor de Noord-Duitse eindronde. De club werd vernederd door FC Victoria 1895 Hamburg en kreeg een 20-2 om de oren. 

## Eindstand

### Groep A
| Plaats | Club                       | Wed. | W | G | V | Saldo | Ptn |
| ------ | -------------------------- | ---- | - | - | - | ----- | --- |
| 1.     | Rostocker FC 1895          |      |   |   |   |       |     |
| 2.     | Internationaler FC Rostock |      |   |   |   |       |     |
| 3.     | FC Alemannia Rostock       |      |   |   |   |       |     |
| 4.     | Germania Rostock           |      |   |   |   |       |     |

|  | Kampioen |

### Groep B
| Plaats | Club                    | Wed. | W | G | V | Saldo | Ptn |
| ------ | ----------------------- | ---- | - | - | - | ----- | --- |
| 1.     | Schweriner FC 03        |      |   |   |   |       |     |
| 2.     | FC Vorwärts 04 Schwerin |      |   |   |   |       |     |